# Droga wojewódzka nr 858
Droga wojewódzka nr 858 (DW858) – droga wojewódzka klasy G przebiegająca równoleżnikowo w województwach podkarpackim i lubelskim. Łączy drogę wojewódzką nr 878 w Zarzeczu położonym 4 km na północ od Niska z drogą krajową nr 74 w Szczebrzeszynie położonym 20 km na zachód od Zamościa.
Stanowi wygodny łącznik pomiędzy Zamościem, Biłgorajem, Niskiem i Stalową Wolą.
W Biłgoraju przez al. Jana Pawła II przebiega na odcinku 3 km wspólnie z drogą wojewódzką nr 835. Odcinka tego nie wlicza się w kilometraż DW858, lecz DW835.
Długość DW858 bez odcinka wspólnego z DW835 wynosi 76 km, a wraz z odcinkiem wspólnym 79 km.
W 2024 roku otworzono odcinek drogi Dąbrowica – Sieraków. Drogę leśną przebudowano na drogę asfaltową. 

## Miejscowości leżące przy trasie DW858
- Zarzecze (droga wojewódzka 878, wiadukt nad linią kolejową nr 65 (Linia Hutnicza Szerokotorowa LHS))
- Wólka Tanewska (droga powiatowa nr 1048R do Banachów)
- Ulanów (most na rzece Tanew)
- Dąbrowica
- Sieraków
- Harasiuki (most na rzece Tanew)
- Rogóźnia
- Banachy (droga powiatowa nr 1048R do Wólki Tanewskiej)
- Sól (most na rzece Biała Łada)
- Biłgoraj (wspólny przebieg z drogą wojewódzką nr 835, 2 mosty na rzece Biała Łada)
- Wola Duża (przejazd kolejowo-drogowy przez linię kolejową nr 65 (LHS) oraz nr 66)
- Hedwiżyn
- Panasówka
- Zwierzyniec (most na rzece Wieprz)
- Żurawnica
- Brody Małe
- Szczebrzeszyn (droga krajowa nr 74, most na rzece Wieprz)

## Historia
Od 10 grudnia 1920 miała nr 20d i zaczynała się nie w Zarzeczu, tylko w Krzeszowie (odcinek Harasiuki-Szczebrzeszyn jest ten sam).